# 페르 스휘르스

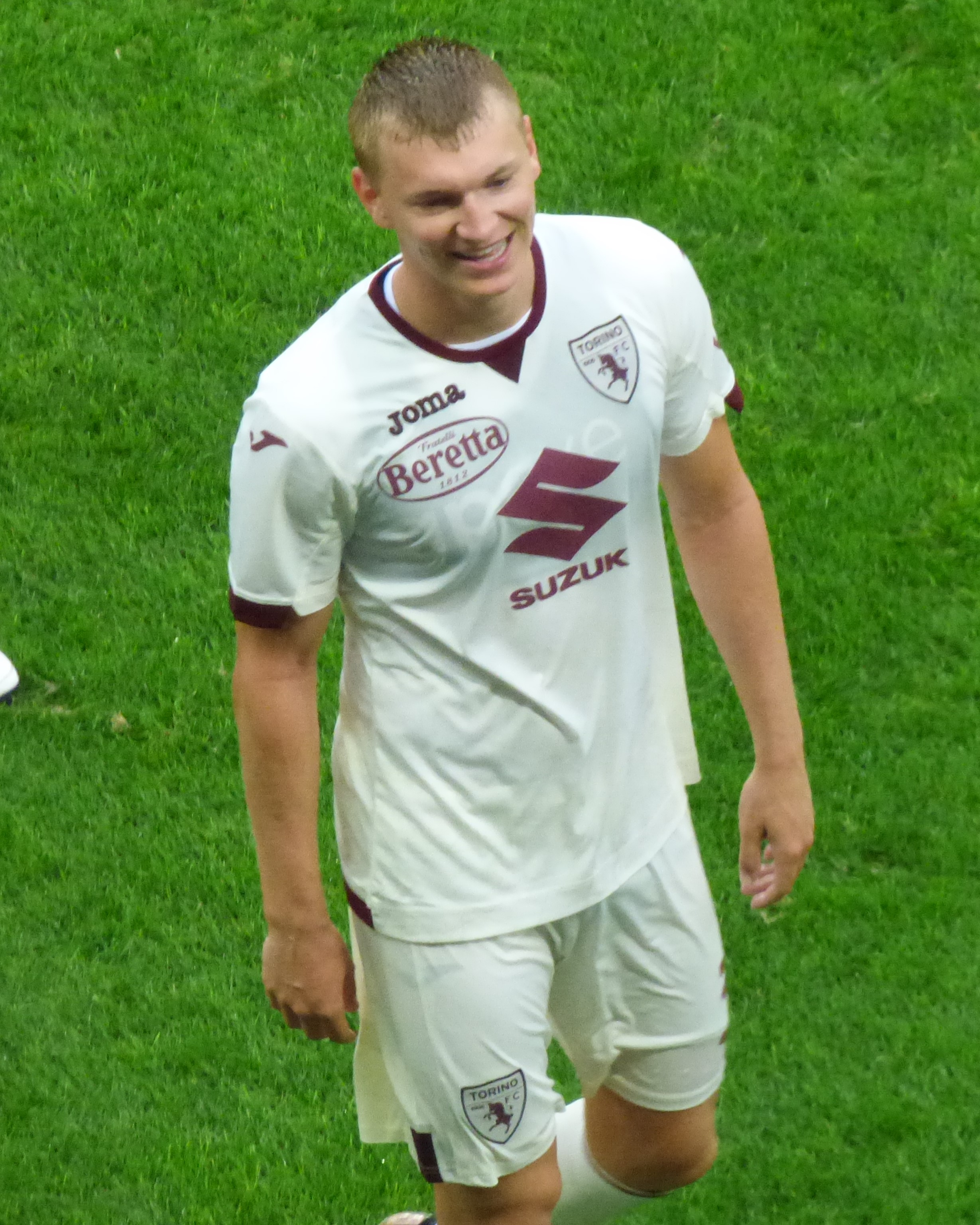

페르 스휘르스(네덜란드어: Perr Schuurs, 1999년 11월 26일 ~ )는 네덜란드의 축구 선수이다. 그의 포지션은 중앙 수비수로, 현재 이탈리아 세리에 A의 토리노에서 활약하고 있다.

## 클럽 경력
2016년 10월 14일, 스휘르스는 2-0으로 이긴 VVV 펜로와의 에이르스터 디비시 경기에서 시타르트 소속으로 성인 무대 데뷔전을 치렀다. 2017년 2월 6일, 그는 5-2로 이긴 용 아약스와의 홈 경기에서 첫 골을 기록했다.
2017-18 시즌, 17세의 스휘르스는 포르튀나 시타르트의 주장이 되었다. 2018년 1월, 스휘르스는 아약스의 선수가 되었고, 그는 시즌 잔여 기간 동안 포르튀나 시타르트로 임대되었다. 2018년 10월 7일, 스휘르스는 5-0으로 이긴 AZ와의 경기에서 교체로 들어가 에레디비시 데뷔전을 치렀다.
스휘르스는 2022년 8월 이탈리아의 토리노로 이적하였다.

## 국가대표팀 경력
스휘르스는 2020년 9월에 열린 폴란드와 이탈리아와의 UEFA 네이션스리그 경기에 네덜란드 성인 대표팀에 소집되었다.

## 사생활
스휘르스는 전 네덜란드 핸드볼 국가대표 선수인 람베르트 스휘르스의 아들이며, 그의 여동생 데미는 프로 테니스 선수이다.

## 수상 내역
아약스
- 에레디비시: 2018–19, 2020–21, 2021–22
- KNVB컵: 2018–19, 2020–21
- 요한 크라위프 스할: 2019

개인
- UEFA U-21 축구 선수권 대회 대회의 팀: 2021[7]